# Abdulaye Yakhine Diop
Abdulaye Yakhine Niakhité Diop (* ca. 1881; † 24. Juli 1943 in Thiès) war ein Mann aus dem Volk der Wolof, der sich der Senegalesischen Murīdīya-Bruderschaft anschloss, zeitweise für sich in Anspruch nahm, der Mahdi zu sein, und ein Buch schrieb, das als Nachahmung des Korans konzipiert war. Seine Anhänger, die als Iyakhines bezeichnet werden, bilden bis heute eine eigene Gemeinschaft innerhalb der Murīdīya. Sie hat ihr Zentrum in Thiès, wo auch das Grab von Abdulaye Yakhine verehrt wird.

## Leben
Über Herkunft und Jugendzeit von Abdulaye Yakhine gibt es nur mündliche Überlieferungen seiner Anhänger, die zum Teil legendarischen Charakter haben. Demnach wurde er 1881 in Mekka in eine Familie von Nachkommen des Propheten Mohammed hineingeboren und begab sich um 1900 in den Senegal auf der Suche nach einem spirituellen Führer. Er ließ sich zunächst in Keur N'Diaga M'baye nieder, wo er Anhänger des Fādilīya-Marabouts Saad Buh wurde. Später begab er sich nach N'Dande, wo er Scheich Ibra Fall, den wichtigsten Stellvertreter von Amadu Bamba, traf und sich ihm anschloss. Ibra Fall, der seine eigene Baye-Fall-Bewegung innerhalb der Murīdīya gegründet hatte, schickte Abdoulaye 1914 nach Thiès, einer kleinen Stadt an einem Eisenbahn-Knotenpunkt in der Nähe von Dakar, damit er dort eine neue murīdische Gemeinde aufbaute.
Nachdem sich Abdulaye Yakhine in Thiès niedergelassen hatte, wurde er dort von seinen Anhängern sehr bald als Gottesfreund (walī Allāh) und Wundertäter angesehen. Sie betrachteten ihn als die drittwichtigste Persönlichkeit der Murīdīya nach Amadu Bamba und Ibra Fall. Einem seiner Anhänger begann Abdulaye ein arabisches Buch zu diktieren, dem er den Titel Furqān gab, was eigentlich ein Beiname des Korans ist. In diesem Buch kündigte er das Kommen eines Mahdis an und geißelte die Unwissenden, die als „Gefangene der Schändlichkeiten ihrer Seelen“ an der Mission des Gottesgesandten zweifelten. Einer seiner Anhänger behauptete, durch eine Stimme eine Offenbarung erhalten zu haben, der zufolge der in dem Buch Furqān genannte Gottesgesandte Abdulaye selbst ist. Diese Botschaft bildete auch den Gegenstand von speziellen Litaneien, die die Anhänger Abdulayes zum Rhythmus von drei Tambur-Trommeln in der Öffentlichkeit sangen.
Als 1927 Amadu Bamba starb und die Murīdīya in eine Führungskreise geriet, weil man sich auf kein neues Oberhaupt der Bruderschaft einigen konnte, reiste Abdulaye Yakhine nach Touba, der heiligen Stadt der Murīdīya, und brachte sich als mögliches neues Oberhaupt der Bruderschaft ins Spiel. Nach dem Tod von Ibra Fall im Jahre 1930, als sich die Führungskrise der Murīdīya verschärfte, verkündete er öffentlich, der Mahdi zu sein. Ein französischer Kolonialbeamter, der in Thiès tätig war, berichtete im Jahre 1931, dass Abdulaye zu dieser Zeit in den Orten Diourbel, Bambey, Khombole und den benachbarten Orten aktiv Propaganda betrieb und mit der Behauptung auftrat, nach dem Hinscheiden von Amadu Bamba und Ibra Fall der einzig verbliebene Gottesgesandte zu sein. Seine religiöse Werbung fand allerdings nur relativ wenig Widerhall. 1938 unternahm Abdulaye einen neuen Versuch und richtete sich mit einigen seiner Anhängern in Touba ein, wurde aber von dort von der Polizei vertrieben, zur großen Befriedigung von Mamadou Moustapha, dem Sohn Amadu Bambas, der zu jener Zeit der offizielle, von den französischen Behörden anerkannte, General-Kalif der Bruderschaft war.
Nach den Dokumenten der französischen Kolonialbehörden verkündete Abdulaye 1940, dass der wahre Mahdi, von dem er immer geredet habe, eigentlich Hitler sei und dieser ihm das Kommando über Senegal übertragen habe. Die Franzosen, so soll er gepredigt haben, würden bald das Land verlassen, um die Herrschaft seinen Anhängern zu überlassen. Von den heutigen Anhängern der Gemeinschaft wird die Richtigkeit dieser Berichte jedoch abgestritten.
An seinem Buch Furqān, das als Nachahmung des Korans konzipiert war, schrieb Abdulaye Yakhine bis zu seinem Tod im Jahre 1943 weiter, ohne es abzuschließen. Da er keine Söhne hatte, kam es nach seinem Tod innerhalb seiner Gemeinschaft zu einem Nachfolgestreit. Mehrere seiner wichtigsten Stellvertreter, insbesondere Bara N'Gom und Scheich Fall, bemühten sich darum, als neues Oberhaupt der Gemeinschaft anerkannt zu werden, doch konnte Abdulayes erste Ehefrau, Tabara Cisse, die aus einer angesehenen Mandinka stammte, dafür sorgen, dass die religiöse Führung der Gemeinschaft an ihre älteste Tochter Sokhna Magat Diop (1917–2004) überging. Nach der mündlichen Überlieferung der Iyakhines soll Abdulaye seine Tochter schon zu seinen Lebzeiten auf dieses religiöse Führungsamt als Kalifin vorbereitet haben.

## Das Keur-Yakhine-Viertel in Thiès
Bis heute wird in dem Viertel Keur Iyakhine in Thiès das Grabmausoleum von Abdoulaye Yakhine verehrt. Es steht dort in der zentralen Durchgangsstraße auf einer Straßeninsel. Die Anhänger der Gemeinschaft, die für das Gebäude auch den französischen Begriff „temple“ verwenden, suchen es regelmäßig auf, um im Inneren das Grab des Heiligen zu umkreisen. Wenige Meter östlich von dem Mausoleum befindet sich eine heilige Quelle. Die Gemeinschaft unterhält in der Nähe eine eigene Moschee. Am südlichen Ende des Viertels besitzt die Gemeinschaft einen Friedhof, auf dem viele von Abdoulaye Yakhine's „Gefährten“ begraben sind.